# Ian Jones
Ian Donald Jones (Whangarei, 17 aprile 1967) è un ex rugbista a 15 e conduttore televisivo neozelandese, già seconda linea degli All Blacks in tre edizioni della Coppa del Mondo.

## Biografia
Proveniente dalla provincia rugbistica di Northland, con cui esordì nel campionato provinciale neozelandese, debuttò nel 1990 negli All Blacks contro la Scozia a Dunedin; un anno più tardi partecipò alla Coppa del Mondo di rugby 1991 in Inghilterra giungendo fino al terzo posto e dal 1992 formò una duratura coppia di seconde linee insieme a Robin Brooke.
Fu, ancora, finalista nella Coppa del Mondo di rugby 1995, dove la Nuova Zelanda perse 15-18 contro il Sudafrica la partita decisiva per il titolo mondiale; nel 1996, con la nascita del Super Rugby, entrò nella franchise di Waikato degli Chiefs, in cui militò fino al 1999; quello fu l'anno del termine della sua carriera internazionale, singolarmente di nuovo contro la Scozia a Edimburgo nei quarti di finale del torneo.
Nella stagione successiva emigrò in Europa, agli inglesi del Gloucester, in cui rimase due stagioni, per poi annunciare il suo ritiro, sul quale ritornò per rispondere a una chiamata dai London Wasps quando era già tornato in Nuova Zelanda; alla fine della stagione giunse il definitivo ritiro.
Tornato in patria è divenuto conduttore e commentatore televisivo per Sky TV e, dal 2009, è membro dell'Ordine al merito della Nuova Zelanda per il suo contributo al gioco del rugby.